# Hans Peter Manz

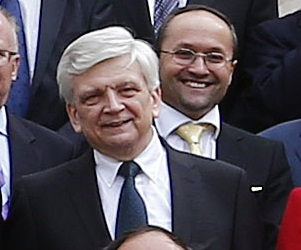
Hans Peter Manz (2013)

Hans Peter Manz (* 7. Oktober 1955 in Canberra, Australien) ist ein österreichischer Diplomat.

## Leben
Manz wuchs als Sohn zweier österreichischer Diplomaten in Wien auf. Er besuchte das Theresianum in Wien, an dem er die allgemeine Universitätsreife erlangte. Danach studierte er an der Universität Wien Rechtswissenschaften und schloss das Studium 1977 mit dem Doktorat ab. Seit 1979 ist er Mitarbeiter des Bundesministeriums für Äußeres.
Von 1981 bis 1985 arbeitete er an der Österreichischen Botschaft in Bern (Schweiz). Anschließend war er von 1985 bis 1987 als Missionschef an der Österreichischen Botschaft in Teheran (Iran) akkreditiert, danach war er abermals an der Botschaft in Bern, diesmal als Missionschef, bis 1987. Von 1987 bis 1991 arbeitete er in Wien in der Abteilung für Osteuropäische Angelegenheiten. 1994 bis 1999 war er Missionschef der Ständigen Vertretung Österreichs bei den Vereinten Nationen. Von September 1999 bis Jänner 2000 übernahm er interimistisch die Führung der Abteilung für Internationale Organisationen im Außenministerium anschließend übernahm er bis September 2000 die Leitung der Abteilung „Rechtsschutz, Rechts- und Amtshilfe; allgemeine Rechtsangelegenheiten“.
Von Oktober 2000 bis Jänner 2007 war er außenpolitischer Berater von Bundeskanzler Wolfgang Schüssel. Von Jänner 2007 bis Mai 2007 arbeitete er als außenpolitischer Berater von Vizekanzler Wilhelm Molterer im Bundesministerium für Finanzen. 2007 bis 2011 war er österreichischer Botschafter in der Schweiz. Anschließend arbeitete er als österreichischer Botschafter bei den Vereinigten Staaten, wo er 2015 von Wolfgang Waldner abgelöst wurde. Seither ist er Abteilungsleiter des Generalinspektorats im Außenministerium.